# سكوت الكسندر (مخرج أفلام)
سكوت الكسندر (بالإنجليزية: Scott Alexander)‏ (و. 1963  م) هو مخرج أفلام، وكاتب، وكاتب سيناريو، ومنتج أفلام من المملكة المتحدة، والولايات المتحدة، ولد في لوس أنجلوس.

## وصلات خارجية
- سكوت الكسندر على موقع IMDb (الإنجليزية)
- سكوت الكسندر على موقع ألو سيني (الفرنسية)
- سكوت الكسندر على موقع أول موفي (الإنجليزية)
- سكوت الكسندر على موقع قاعدة بيانات الأفلام السويدية (السويدية)
- سكوت الكسندر على موقع قاعدة بيانات الفيلم (الإنجليزية)
- سكوت الكسندر على موقع كينوبويسك (الروسية)